# Сакстагалс (станция)
Са́кстага́лс (латыш. Sakstagals) — железнодорожная станция на линии Крустпилс — Резекне II. Находится в посёлке Сакстагалс — центре Сакстагальской волости Резекненского края в Латгалии, Латвия. На станции останавливаются пассажирские поезда маршрута Рига — Зилупе.

## История
Станция Сакстигале указана в расписаниях 1918 года. Официально остановочный пункт Сакстигала открыт в 1924 году. В 1931 году переименован в Сакстагалс. В 1933 году построен двухэтажный вокзал, сохранившийся до сего дня (2016 год)..